# Тамбуријело (Напуљ)
Тамбуријело је насеље у Италији у округу Напуљ, региону Кампанија.
Према процени из 2011. у насељу је живело 55 становника. Насеље се налази на надморској висини од 31 м.